# Người lái buôn thành Venice

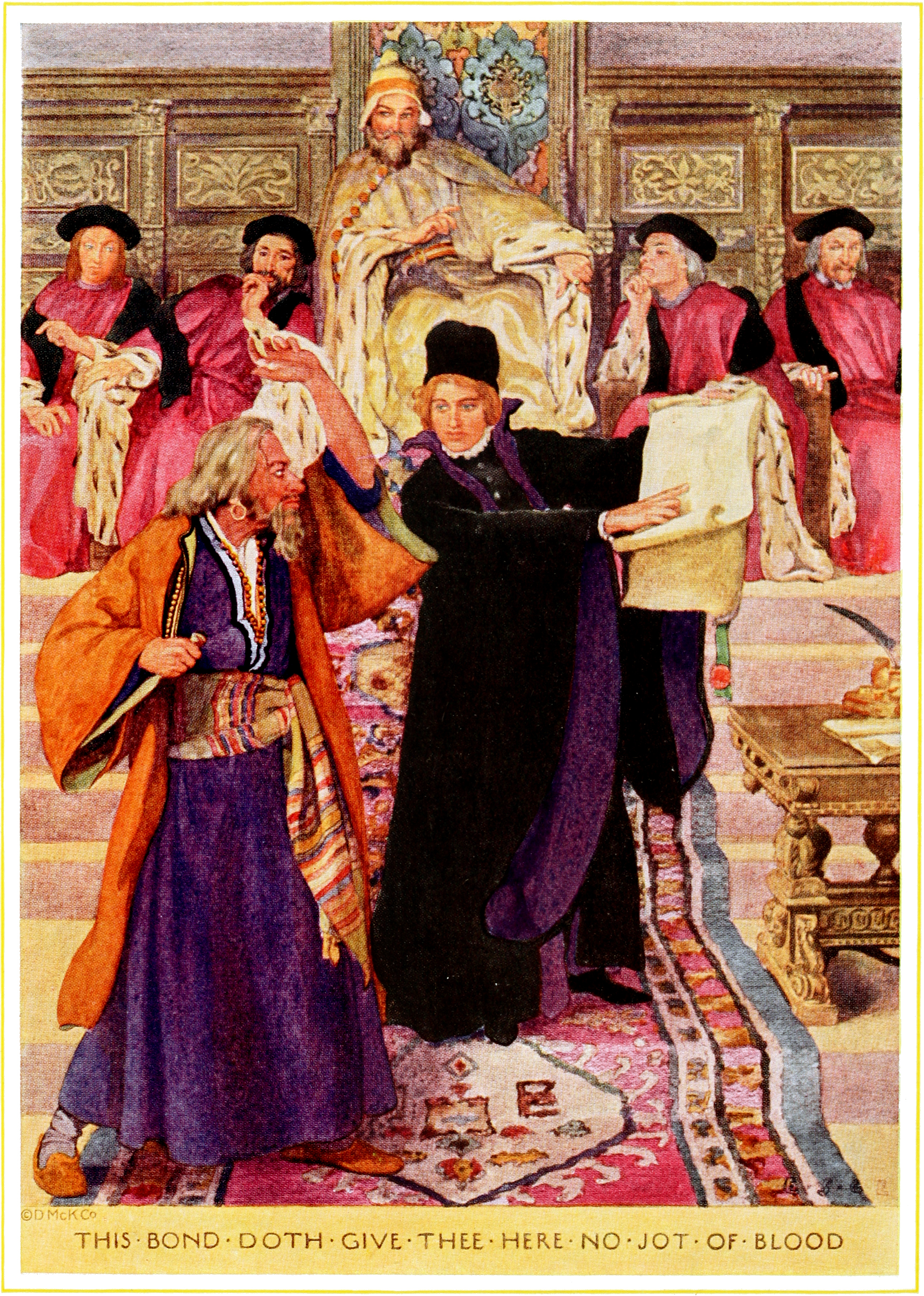
Portia chỉ ra sơ hở của Shylock tại tòa; hình minh họa của Charles và Mary Lamb, năm 1922

Người lái buôn thành Venice (tiếng Anh: The Merchant of Venice) là một vở kịch thế kỉ XVI của William Shakespeare, viết về một thương gia thành Venice tên là Antonio, người đã không có khả năng trả một khoản nợ lớn vay từ một người Do Thái chuyên cho vay lấy lãi tên là Shylock. Vở kịch được cho là đã được sáng tác trong giai đoạn 1596-1599. Mặc dù trong quyển First Folio nó đã được phân loại là hài kịch và cũng có nét tương đồng nhất định với những vở hài kịch lãng mạn khác của Shakespeare, vở kịch được nhớ đến nhiều nhất với những phân cảnh kịch tính của nó; nổi tiếng nhất là Shylock và bài diễn thuyết nổi tiếng của mình về loài người: Người Do Thái không mắt? Một phân cảnh đáng chú ý nữa là đoạn độc thoại Đức tính khoan dung (tiếng Anh: The Quality of Mercy) của Portia.

## Nội dung
Bassanio, một thanh niên thuộc giới quý tộc tại Venezia, mong muốn được cưới Portia xinh đẹp xứ Belmont, là người được thừa hưởng một gia tài. Vì đã lãng phí gia tài của chính mình, anh này cần 3.000 ducat để trang trải các chi phí theo đuổi Portia. Bassanio nhờ người bạn của mình là Antonio, một thương gia giàu có của Venezia, người trước đây và nhiều lần giúp đỡ Bassanio. Antonio đồng ý giúp, nhưng vì ông đang kẹt tiền mặt – tàu và hàng hóa của ông vẫn đang trên hải trình đến Tripolis, Indies, Mexico và Anh – ông hứa sẽ đứng ra đảm bảo nếu Bassanio có thể tìm được người cho vay. Vì vậy, Bassanio gặp người chuyên cho vay tiền người Do Thái là Shylock và ghi Antonio là người bảo lãnh khoản vay.
Shylock vốn không ưa Antonio vì ông ủng hộ chủ nghĩa bài Do Thái và cũng có thói quen cho vay tiền không tính lãi khiến Shylock phải tự hạ mức lãi suất để cạnh tranh. Lúc đầu, Shylock không muốn cho Bassanio vay, với lý do ông đã phải chịu tổn thất do Antonio gây ra. Cuối cùng Shylock đồng ý cho Bassanio vay số tiền không tính lãi với một điều kiện: nếu Antonio không thể hoàn trả vào ngày đáo hạn, Shylock có quyền lấy một pound thịt của Antonio. Bassanio không muốn Antonio chấp nhận một điều kiện rủi ro như vậy; Antonio thì ngạc nhiên trước những gì ông cho là sự hào phóng của người cho vay tiền (không yêu cầu "usance" – tiền lãi), và ông đã ký hợp đồng. Với tiền trong tay, Bassanio đã đến Belmont cùng với người bạn Gratiano, người đã xin đi cùng anh ta. Gratiano là một chàng trai trẻ dễ mến, nhưng nói nhiều và không khéo léo.
Trong khi đó, ở Belmont, Portia liên tục bị những người muốn hỏi cưới theo đuổi. Cha cô để lại di chúc quy định mỗi người cầu hôn cô phải chọn đúng một trong ba tráp, lần lượt được làm bằng vàng, bạc và chì. Ai chọn đúng tráp sẽ được cưới Portia. Người cầu hôn đầu tiên, Hoàng tử Morocco, chọn tráp bằng vàng vì giải nghĩa khẩu hiệu của tráp này, "Ai chọn tôi sẽ đạt được điều mà nhiều người đàn ông ao ước," là đang nói đến việc được cưới Portia. Người cầu hôn thứ hai, Hoàng tử Aragon tự phụ, chọn chiếc tráp bằng bạc, trong đó tuyên bố, "Ai chọn tôi sẽ nhận được nhiều như anh ta xứng đáng", vì vị hoàng tử này tin rằng tài đức thì anh ta có thừa. Cả hai người cầu hôn đều trở về tay trắng do đã từ chối cái tráp bằng chì vì sự tầm thường của chất liệu làm tráp và khẩu hiệu không mấy hấp dẫn của nó, "Ai chọn tôi phải cho đi và mạo hiểm tất cả những gì người đó có". Người cầu hôn cuối cùng là Bassanio, người mà Portia cũng muốn cưới vì đã từng gặp. Khi Bassanio cân nhắc lựa chọn của mình, các thành viên trong gia đình Portia hát một bài hát nói rằng "sự yêu thích" (không phải tình yêu đích thực) được "tạo ra ở mắt, / Với ánh mắt say mê"; Bassanio chọn chiếc tráp bằng chì và được cưới Portia.
Tại Venezia, có tin là tàu của Antonio đã mất tích trên biển, vì vậy người thương gia không thể hoàn trả khoản vay mà ông đã đảm bảo. Shylock thì càng quyết tâm trả thù những người theo Kitô giáo vì con gái của ông là Jessica đã bỏ trốn theo một Kitô hữu là Lorenzo và cải đạo. Cô đã mang theo nhiều tài sản của Shylock, cũng như một chiếc nhẫn màu ngọc lam mà người vợ quá cố, Leah, đã tặng cho Shylock. Shylock đã kiện Antonio ra tòa.
Tại Belmont, Bassanio nhận được một lá thư nói với anh rằng Antonio đã không thể trả khoản vay cho Shylock. Portia và Bassanio kết hôn, cũng như Gratiano và hầu gái Nerissa của Portia. Bassanio và Gratiano lên đường đến Venezia, với số tiền từ Portia, để cứu mạng Antonio bằng cách trả nợ cho Shylock. Bassanio và Gratiano không biết rằng, Portia đã cử người hầu của mình, Balthazar, đến tìm lời khuyên từ một người anh em họ của Portia là Bellario, một luật sư, tại Padova.
Cao trào của vở kịch lấy bối cảnh tòa án do Công tước xứ Venezia chủ tọa. Shylock từ chối nhận 6.000 ducat của Bassanio, gấp đôi khoản vay ban đầu. Ông yêu cầu một pound thịt như đã thỏa thuận từ Antonio. Công tước, tuy muốn cứu Antonio nhưng không thể hủy bỏ hợp đồng, đã giao vụ này cho một vị khách. Vị này tự nhận mình là Balthazar, một nam thanh niên là "tiến sĩ luật", mang một lá thư giới thiệu cho Công tước từ một luật sư uyên bác Bellario. Tiến sĩ này là Portia cải trang, và thư ký luật đi cùng cô là Nerissa, cũng cải trang thành nam giới. Với tư cách là Balthazar, Portia đã liên tục yêu cầu Shylock thể hiện lòng thương xót trong một bài diễn văn nổi tiếng, khuyên ông ta rằng lòng thương xót "được chúc phúc hai lần: Cho cả người cho đi lẫn người nhận lấy" (Hồi IV, cảnh 1). Tuy nhiên, Shylock kiên quyết từ chối bất kỳ khoản bồi thường nào và khăng khăng đòi lấy pound thịt.

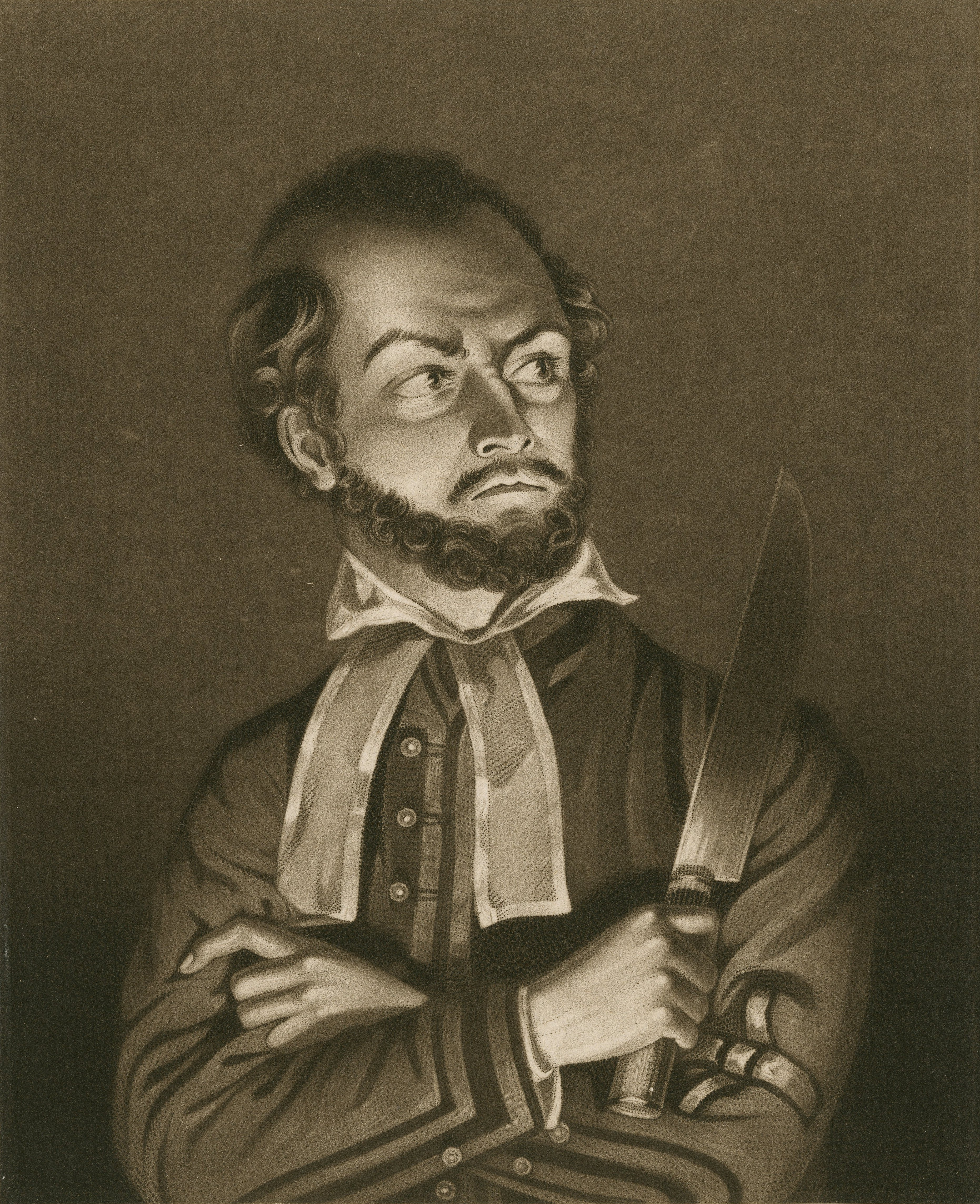
Edmund Kean trong vai Shylock, bản in vào đầu thế kỷ thứ 19.

Khi tòa án xử cho Shylock thắng và Antonio chuẩn bị lãnh nhát dao của Shylock, Portia đã khéo léo vận dụng lập luận "thực thi cụ thể" của Shylock để trói buộc ông. Cô nói rằng hợp đồng cho phép Shylock chỉ lấy thịt chứ không cho phép lấy máu của Antonio. Vì vậy, nếu Shylock làm đổ bất kỳ giọt máu nào của Antonio, "đất đai và hàng hóa" của Shylock sẽ bị tịch thu theo luật pháp của Venezia. Cô buộc hắn phải cắt chính xác một pound thịt, không hơn, không kém; nàng khuyên hắn rằng "nếu cái cân có dịch chuyển, dù là nhỏ như một sợi tóc, hắn phải chết và tất cả hàng hoá của hắn sẽ bị tịch thu."
Thua cuộc, Shylock đồng ý nhận khoản tiền của Bassanio: đầu tiên là lời đề nghị thanh toán "ba lần khoản nợ", nhưng bị Portia từ chối, và sau đó chỉ vỏn vẹn khoản tiền gốc; nhưng Portia cũng ngăn cản Shylock đạt được điều này, với lý do ông đã từ chối nó "tại phiên tòa công khai". Cô trích dẫn một luật mà theo đó Shylock, với tư cách là một người Do Thái và do đó không phải là một công dân, đã có chủ đích lấy đi mạng sống của một công dân, coi như đã tự đánh mất tài sản của chính mình, một nửa cho chính quyền và một nửa cho Antonio, chỉ còn biết mong giữ được mạng sống của mình nếu Công tước rủ lòng thương. Công tước tha mạng cho Shylock và nói rằng ông không phải nộp phần tiền thuộc về chính quyền. Portia nói rằng Công tước có thể từ bỏ phần thuộc về chính quyền, nhưng vẫn còn phân nửa là của Antonio. Antonio nói rằng anh ta chấp nhận chính quyền từ bỏ phân nửa tài sản của Shylock nếu Antonio có thể có một nửa còn lại của mình "được sử dụng" cho đến khi Shylock qua đời, khi đó số tiền gốc sẽ được trao cho Lorenzo và Jessica. Antonio cũng yêu cầu rằng "vì sự ưu ái này" Shylock phải cải đạo sang Kitô giáo và để lại toàn bộ tài sản của mình cho Lorenzo và Jessica. Sau đó, Công tước đe dọa sẽ rút lại ân xá dành cho Shylock trừ khi ông chấp nhận những điều kiện này. Shylock, một lần nữa cận kề cái chết, chấp nhận với mấy lời, "Tôi bằng lòng." (IV, i).
Bassanio không nhận ra người vợ của mình, nhưng đề nghị tặng một món quà cho vị luật sư. Ban đầu, cô từ chối, nhưng sau khi anh ta cương quyết, Portia xin chiếc nhẫn của anh ta và đôi găng tay của Antonio. Antonio cởi đôi găng tay của mình mà không cần suy nghĩ, nhưng Bassanio chỉ trao chiếc nhẫn sau khi Antonio thuyết phục nhiều, vì trước đó trong vở kịch, anh đã hứa với vợ không bao giờ đánh mất, bán hay tặng chiếc nhẫn này. Nerissa, với tư cách là thư ký luật sư, cũng thành công trong việc lấy lại chiếc nhẫn của cô từ Gratiano, người cũng không nhìn ra vợ sau lớp ngụy trang của cô ấy.
Tại Belmont, Portia và Nerissa trêu và giả vờ buộc tội chồng của họ trước khi tiết lộ rằng họ thực sự là luật sư và thư ký tại tòa (V). Sau khi tất cả các nhân vật khác đã ổn định, Antonio biết được từ Portia rằng ba chiếc tàu của ông không bị mắc cạn và cuối cùng đã trở về an toàn.